# DDX17
 Предполагаемая АТФ-зависимая РНК-геликаза DDX17 (р72)  — фермент, кодируемый у человека геном  DDX17.

## Функция
Белки DEAD бокса, характеризующиеся консервативным мотивом Asp-Glu-Ala-Asp (DEAD), и  предположительно являются РНК геликазами. Они участвуют во многих клеточных процессах, включающих изменение вторичной структуры РНК, таких как инициация трансляции, ядерный и митохондриальный сплайсинг, сборка рибосом и сплайсосомы. Основываясь на характере их распространения, предполагаю, что некоторые члены этого семейства участвует в эмбриогенезе, сперматогенезе а также клеточном росте и делении. Этот ген (DDX17) кодирует белок DEAD бокса, который АТФазой, активируемой с помощью различных видов РНК, но не двухцепочечной ДНК. Этот белок и тот, что кодирован геном DDX5 состоят друг с другом в более тесном родстве, чем с любым другим членом семейства DEAD бокса. Альтернативный сплайсинг этого гена даёт два варианта транскриптов, кодирующих различные изоформ белка, при этом, сообщается, что более длинный транскрипт способен  инициировать трансляцию с CUG кодона, а не с AUG, как  прочие белки.

## Взаимодействия
DDX17, как было выявлено, взаимодействует с:
- DDX5,[3]
- DHX9,[4]
- NR3A1,[5]
- HDAC1,[6]
- NCOA1,[5]
- NCOA2,[5]
- NCOA3,[5] и
- SRA1.[5]